# 10117 Tanikawa
10117 Tanikawa è un asteroide della fascia principale. Scoperto nel 1992, presenta un'orbita caratterizzata da un semiasse maggiore pari a 2,9728846 au e da un'eccentricità di 0,1149703, inclinata di 10,69487° rispetto all'eclittica.
L'asteroide è dedicato all'astronomo giapponese Kiyotaka Tanikawa.